# Wimmeria
Wimmeria é um género botânico pertencente à família Celastraceae.